# یواس‌اس کی-۷ (اس‌اس-۳۸)
یواس‌اس کی-۷ (اس‌اس-۳۸) (به انگلیسی: USS K-7 (SS-38)) یک زیردریایی بود که طول آن ۱۵۳ فوت ۷ اینچ (۴۶٫۸۱ متر) بود. این زیردریایی در سال ۱۹۱۴ ساخته شد.